# Kanze Nobumitsu
Kanze Kojiro Nobumitsu (japanisch 観世 小次郎 信光; geboren 1450; gestorben 5. August 1516) war ein Japanischer Nō-Schauspieler und Nō-Autor während der mittleren Muromachi-Zeit.

## Leben und Wirken

### Frühe Jahre
Kanze Nobumitsu war das siebte Kind des Autors Kanze Onami-Motoshige (観世 音阿弥元重). Sein gewöhnlicher Name war Kojirō (小次郎). Später führte er die Vornamen Jirō (次郎) und Jirō Gon no Kami.(次郎権守). Sein posthumer Name ist Taiga Somatsu (太雅 宗松). Er studierte bei seinem Onkel Kanze Yasaburō (観世弥三郎), einem großen Schlagzeugschauspieler. Nobumitsu wurde zum „Meister“ (名人, Meijin) ernannt, einem Ehrentitel, der von der Priesterschaft des Tempels Kofuku-ji (興福寺) einem hervorragenden Darsteller verliehen wurde. Von einem Chinesen aus der Ming-Dynastie erhielt er eine Plakette mit den beiden Schriftzeichen „Cui hua“ (催花) in großen Buchstaben, die noch vorhanden ist. Damit wurden seine göttlichen Fähigkeiten als großer Trommelmeister gelobt.
Es scheint, dass er auch gut im Singen war. Im März 1503 besuchte er Sanetakas Residenz, um Fragen zu den Texten für eine Aufführung des Nō „Sagoromo“ (狭衣), etwa „Affengewand“, mit Texten von Sanetaka Sanjo Nishi. Im Jahr 1511  schrieb er eine Musikbiographie namens „Koe tsukafu ji“ (声ツカフ事), von der noch eine Kopie existiert. Aus demselben Jahr ist auch ein handschriftliches Lied und ein Tanz namens „Tora oku“ (虎送) erhalten, wobei der  aktuelle Besitz unbekannt ist. Das „Kanze Kojirō Nobumitsu Gazō-san“ (観世小次郎信光画像讃), enthalten in der „Kanrin Koro-shū“ (翰林葫蘆集), und der „Yonza Yakusha Mokuroku“ (四座役者目録) – etwa „Katalog der Schauspieler der vier Bühnen“, die seine Leistungen dokumentieren, besagen, dass er im Alter von 15 Jahren durch seine Virtuosität auf der Trommel die Fähigkeiten wie des Kaisers Go-Hanazono (1419–1470) erlangte und dass er  ein Meister des Waki war. Er führte auch die Tatsache an, dass er Gesänge in Kanze-Art überarbeitet und über 200 Gesangsbücher hinterlassen habe, aber dies sind wohl Legenden.

## Mittlere Jahre
Nobumitsu erscheint in historischen Quellen relativ früh, und zwar im Dezember 1475 in einer Nō-Aufführung im Chūin (中院) des Tempels Kofuku-ji (興福寺), wo er als „der jüngste Sohn des verstorbenen Kanze Onami“ aufgeführt wird. Es kann auch sein, dass Nobumitsu bei der Übergabe von Sarugaku an den Schrein Chūin-gū im April 1472 als „Stellvertreter des Kanze Saburō“ (楽頭観世三郎息代官, Gakuto Kanzesaburō Daikan) bezeichnet wird (Anmerkungen zum Daijōin-Tempel und zum Schrein). Auf diese Weise sollen viele von Kanzes Nō-Aufführungen zu dieser Zeit von Nobumitsu sein, der dem jungen Nobushige (信重) assistierte, der die Nachfolge von Kanze Masamori (観世 政盛) antrat, der 1470 plötzlich starb, aber das ist nicht ganz sicher. Danach besuchte er im Gefolge von Kanze oft Bankette für Noble Akihito- und Nō-Aufführungen vor dem Shogun. Doch in der Zwischenzeit, im Jahr 1487, als er 53 Jahre alt war, heiratete er erneut und bekam drei Kinder, Kanze Nagatoshi (観世 長俊), Nobushige, und Mototomo (観世 元供). Im Februar 1509 gab er die Leitung an seinen Schüler Ōkura Kurōyoshiuji (大蔵 九郎能氏; 1530–1440) weiter, war aber weiterhin als Meister tätig. Im Dezember 1509, im Alter von 75 Jahren, besuchte er anscheinend die Residenz Sanjō Nishi (三條西) und war bei so guter Gesundheit, dass er Sanetaka auf die Frage nach seinem Alter mit „60 Jahre“ antwortete.
Nobumitsus größter Erfolg in der Geschichte des Nō war sein lebenslanger Erfolg als Nō-Künstler. Seine Werke waren 31 nummerierte Autorenaufträge, von denen 25 noch erhalten sind. „Han no Kōzu“ (漢の高祖), oder einfach „Kozu“ (高祖), aufgeführt von Onami im Februar 1452, das Nō „Takigi“ „Sarugaku Shatō“ (薪猿楽社頭能) ist sein jüngstes Werk, enthalten in „Kasuga Wakagu Shrine Prayer Hall Diaries“ (春日若宮拝殿方諸日記). und entstand 1514. Yugiyouyanagi, das von Kanze Motohiro (観世 元広) im Shinkurotani (新黒谷)  als neue Nō-Aufführung aufgeführt wurde, ist sein letztes Werk „Yugyō Yanagi“ (遊行柳), das 1494 für das Kanze-Theater geschrieben und an Ono Sojirō (小野 宗二郎) adressiert wurde, ist enthalten in „Yozaemon Kunihiro Taiko Densho“ (与左衛門国広太鼓伝書).
Viele von Nobumitsus Werken zeichnen sich durch einen äußerst eleganten Stil aus, der sich in wunderschönen Kostümen, Liedern und Tänzen, exzentrischen Kreationen und einer großen Anzahl von Charakteren widerspiegelt. Werke wie „Baen“ (巴園), „Taishi Taishi“ (太施太子), „Tamai“ (玉井), „Hikami“ (氷上) und „Kusedo“ (九世戸) sind Waki-Nō Werke, die diese Eleganz ebenfalls zum Vorschein bringen denn Werke wie „Yoshino Tennin“ (吉野天人) und „Kochō“ (胡蝶) und „Yūgyoryū“ (遊行柳) sind Nō-Stücke. Die Stücke mit schönen Frauen „Izumi Shikibu“ (和泉式部) und „Futari Miko“ (二人神子) zeigen insbesondere anmutiger Gesang und Tanz.

## Späte Jahre
Die Tatsache, dass es sich bei den Wunderwerken „Gaozu“, „Kaiser“ (皇帝, Kōtei) und bei dem Militärstrategen „Zhang Liang“ (張良) allesamt um Nō-Stücke handelt, die zur Zeit der chinesischen Tang-Dynastie spielen, zeigt, dass es sich dabei um phantasievolle und romantische Themen handelt, die in fremden Ländern spielen. Dieser Trend setzt sich teilweise auch in den Werken von Dämonen, Drachengöttern und rachsüchtigen Geistern wie „Orochi“ (大蛇), „Momiji-gari“ (紅葉狩), „Rashomon“ (羅生門), „Atago Kuya“ (愛宕空也), „Ryūko“ (竜虎), „Idaten“ (韋駄天) und „Funa Benkei“ (船弁慶) fort. Diese Dramen beinhalten intensive und farbenfrohe Darbietungen wie Kämpfe zwischen übernatürlichen Charakteren oder Kämpfe zwischen Samurai und Dämonen/rachsüchtigen Geistern, aber diese werden durch Szenen von Kämpfen zwischen Samurai ((斬組物), Kirikumimono) ersetzt. Es gibt auch Werke wie „Tomotada“ (知忠), „Kōki“ (光季) und „Murayama“ (村山), die sich dadurch auszeichnen, dass ihre Kampfdarbietungen zwar individuell sind, aber tänzerisch sehr ähnlich sind.
Andererseits ist es auch erwähnenswert, dass es in Bezug auf die Techniken des lyrischen Schreibens Fälle gibt, in denen Nobumitsu einen ausgezeichneten intellektuellen und dekorativen Stil erreichte, wie beispielsweise bei der Verwendung klassischer Werke wie „Genji Monogatari“. Mit anderen Worten: Zwischen der inneren Situation der Stagnation des Stils der vorherigen Generation, der mit Zeami seinen Höhepunkt erreichte, und der äußeren Situation des Zusammenbruchs der Nō-Gönnerschaft aufgrund der turbulenten Zeiten unternahm die vorherige Generation einen ersten Versuch der Besserung. Die Ernsthaftigkeit Nobumitsus zur Bewältigung dieser Krisen liegt darin, dass er eine ganz andere Art von showähnlicher, spektakelhafter Theateraufführung anstrebte. Sein Stil wurde später von seinem Erben Nagatoshi weiter geführt und markierte eine einzigartige Ära in der Geschichte von Nō.